# ディズニーランド (会社)
ディズニーランド株式会社（Disneyland, Inc.）とは1955年にアメリカのカリフォルニア州アナハイムにウォルト・ディズニーによって設立されたディズニーランド・リゾートを運営する会社である。
ディズニーランド・インク、ディズニーランド・インターナショナルなどと呼ばれる事もある。

## 概要
同社は、1955年にウォルト・ディズニー・カンパニーとアメリカン・ブロードキャスティング・カンパニーによって設立された。その後ウォルト・ディズニーは、ディズニーランドの利益だけでなく、そのディズニー映画製作の利益ですぐにアメリカン・ブロードキャスティング・カンパニーの株式を買収した。
ウォルト・ディズニー・カンパニーは、ディズニーランドの土地の31%を528,810ドルで購入した。その日から、ディズニー・パークス・エクスペリエンス・プロダクツに統合された。ディズニーランド社は、ウォルト・ディズニー・ワールド・カンパニーとウォルト・ディズニー・アトラクションズの創設とともに1971年から再建されるが、本格的な会社としてではなく、主要部門として設立されたのであった。

## 管理されているエリア
- ディズニーランド
- ディズニー・カリフォルニア・アドベンチャー
- ダウンタウン・ディズニー